# Liste des vols d'Ariane
La liste des vols d'Ariane recense les tirs effectués des différents lanceurs de la famille Ariane.

## Liste

### Lancements passés
| Vol           | Version           | N° | Date              | Site          | Résultat      | Charge(s) utile(s) |
| ------------- | ----------------- | -- | ----------------- | ------------- | ------------- | --- |
| L-01          | Ariane 1          | 1  | 24 décembre 1979  | Kourou, ELA-1 | succès        | CAT 1 |
| L-02          | Ariane 1          | 2  | 23 mai 1980       | Kourou, ELA-1 | échec         | Firewheel / Firewheel Subsat 1, 2, 3, 4 / Amsat P3A / CAT 2 |
| L-03          | Ariane 1          | 3  | 19 juin 1981      | Kourou, ELA-1 | succès        | METEOSAT 2 / Apple / CAT 3 |
| L-04          | Ariane 1          | 4  | 20 décembre 1981  | Kourou, ELA-1 | succès        | MARECS 1 / CAT |
| L-5           | Ariane 1          | 5  | 10 septembre 1982 | Kourou, ELA-1 | échec         | MARECS B / Sirio 2 |
| L-6           | Ariane 1          | 6  | 16 juin 1983      | Kourou, ELA-1 | succès        | ECS 1 / Amsat P3B (Oscar 10) |
| L-7           | Ariane 1          | 7  | 19 octobre 1983   | Kourou, ELA-1 | succès        | Intelsat-5 7 |
| V-8           | Ariane 1          | 8  | 5 mars 1984       | Kourou, ELA-1 | succès        | Intelsat-5 8 |
| V-9           | Ariane 1          | 9  | 23 mai 1984       | Kourou, ELA-1 | succès        | Spacenet 1 |
| V-10          | Ariane 3          | 1  | 4 août 1984       | Kourou, ELA-1 | succès        | ECS 2 / Télécom 1A |
| V-11          | Ariane 3          | 2  | 10 novembre 1984  | Kourou, ELA-1 | succès        | Spacenet 2 / MARECS 2 |
| V-12          | Ariane 3          | 3  | 8 février 1985    | Kourou, ELA-1 | succès        | Arabsat 1A / Brasilsat A1 |
| V-13          | Ariane 3          | 4  | 8 mai 1985        | Kourou, ELA-1 | succès        | Gstar 1 / Télécom 1B |
| V-14          | Ariane 1          | 10 | 2 juillet 1985    | Kourou, ELA-1 | succès        | Giotto |
| V-15          | Ariane 3          | 5  | 12 septembre 1985 | Kourou, ELA-1 | échec         | Spacenet 3 / ECS 3 |
| V-16          | Ariane 1          | 11 | 22 février 1986   | Kourou, ELA-1 | succès        | SPOT-1 / Viking |
| V-17          | Ariane 3          | 6  | 28 mars 1986      | Kourou, ELA-2 | succès        | GStar2 / BrasilsatA2 |
| V-18          | Ariane 2          | 1  | 31 mai 1986       | Kourou, ELA-1 | échec         | Intelsat-5A 14 |
| V-19          | Ariane 3          | 7  | 16 septembre 1987 | Kourou, ELA-1 | succès        | Aussat A3 / ECS 4 |
| V-20          | Ariane 2          | 2  | 21 novembre 1987  | Kourou, ELA-2 | succès        | TV-Sat 1 |
| V-21          | Ariane 3          | 8  | 11 mars 1988      | Kourou, ELA-1 | succès        | Spacenet 3R / Télécom 1C |
| V-23          | Ariane 2          | 3  | 17 mai 1988       | Kourou, ELA-1 | succès        | Intelsat-5A 13 |
| V-22          | Ariane 44LP H10   | 1  | 15 juin 1988      | Kourou, ELA-2 | succès        | METEOSAT 3 / PAS 1 / Amsat P3C (Oscar 13) |
| V-24          | Ariane 3          | 9  | 21 juillet 1988   | Kourou, ELA-1 | succès        | Insat 1C / ECS 5 |
| V-25          | Ariane 3          | 10 | 8 septembre 1988  | Kourou, ELA-2 | succès        | Gstar 3 / SBS 5 |
| V-26          | Ariane 2          | 4  | 28 octobre 1988   | Kourou, ELA-1 | succès        | TDF 1 |
| V-27          | Ariane 44LP H10   | 2  | 11 décembre 1988  | Kourou, ELA-2 | succès        | Skynet 4B / Astra 1A |
| V-28          | Ariane 2          | 5  | 27 janvier 1989   | Kourou, ELA-1 | succès        | Intelsat-5A 15 |
| V-29          | Ariane 44LP H10   | 3  | 6 mars 1989       | Kourou, ELA-2 | succès        | JCSat 1 / METEOSAT 4 |
| V-30          | Ariane 2          | 6  | 2 avril 1989      | Kourou, ELA-1 | succès        | Tele-X |
| V-31          | Ariane 44L H10    | 1  | 5 juin 1989       | Kourou, ELA-2 | succès        | Superbird A / DFS-Kopernikus 1 |
| V-32          | Ariane 3          | 11 | 12 juillet 1989   | Kourou, ELA-1 | succès        | Olympus F1 |
| V-33          | Ariane 44LP H10   | 4  | 8 août 1989       | Kourou, ELA-2 | succès        | TV-Sat 2 / Hipparcos |
| V-34          | Ariane 44L H10    | 2  | 27 octobre 1989   | Kourou, ELA-2 | succès        | Intelsat-6 2 |
| V-35          | Ariane 40 H10     | 1  | 22 janvier 1990   | Kourou, ELA-2 | succès        | SPOT 2 / UoSAT 3 / UoSat 4 / Pacsat / DOVE / Webersat / Lusat |
| V-36          | Ariane 44L H10    | 3  | 22 février 1990   | Kourou, ELA-2 | échec         | Superbird B / BS 2x |
| V-37          | Ariane 44L H10    | 4  | 24 juillet 1990   | Kourou, ELA-2 | succès        | TDF 2 / DFS-Kopernikus 2 |
| V-38          | Ariane 44LP H10   | 5  | 30 août 1990      | Kourou, ELA-2 | succès        | Skynet 4C / Eutelsat-2 F1 |
| V-39          | Ariane 44L H10    | 5  | 12 octobre 1990   | Kourou, ELA-2 | succès        | SBS 6 / Galaxy 6 |
| V-40          | Ariane 42P        | 1  | 20 novembre 1990  | Kourou, ELA-2 | succès        | Satcom C1 / Gstar 4 |
| V-41          | Ariane 44L H10    | 6  | 15 janvier 1991   | Kourou, ELA-2 | succès        | Italsat 1 / Eutelsat-2 F2 |
| V-42          | Ariane 44LP H10   | 6  | 2 mars 1991       | Kourou, ELA-2 | succès        | Astra 1B / METEOSAT 5 |
| V-43          | Ariane 44P H10    | 1  | 4 avril 1991      | Kourou, ELA-2 | succès        | Anik E2 |
| V-44          | Ariane 40 H10     | 2  | 17 juillet 1991   | Kourou, ELA-2 | succès        | ERS 1 / Orbcomm X / SARA / Tubsat A / UoSAT 5 |
| V-45          | Ariane 44L H10    | 7  | 14 août 1991      | Kourou, ELA-2 | succès        | Intelsat-6 5 |
| V-46          | Ariane 44P H10    | 2  | 26 septembre 1991 | Kourou, ELA-2 | succès        | Anik E1 |
| V-47          | Ariane 44L H10    | 8  | 29 octobre 1991   | Kourou, ELA-2 | succès        | Intelsat-6 1 |
| V-48          | Ariane 44L H10    | 9  | 16 décembre 1991  | Kourou, ELA-2 | succès        | Télécom 2A / Inmarsat-2 F3 |
| V-49          | Ariane 44L H10    | 10 | 26 février 1992   | Kourou, ELA-2 | succès        | Superbird B1 / Arabsat 1C |
| V-50          | Ariane 44L H10+   | 1  | 15 avril 1992     | Kourou, ELA-2 | succès        | Télécom 2B / Inmarsat-2 F4 |
| V-51          | Ariane 44L H10    | 11 | 9 juillet 1992    | Kourou, ELA-2 | succès        | Insat 2A / Eutelsat-2 F4 |
| V-52          | Ariane 42P H10    | 2  | 10 août 1992      | Kourou, ELA-2 | succès        | TOPEX-Poseidon / KITSAT-1 / S 80/T |
| V-53          | Ariane 44LP H10+  | 1  | 10 septembre 1992 | Kourou, ELA-2 | succès        | Hispasat 1A / Satcom C3 |
| V-54          | Ariane 42P H10+   | 1  | 28 octobre 1992   | Kourou, ELA-2 | succès        | Galaxy 7 |
| V-55          | Ariane 42P H10+   | 2  | 1er décembre 1992 | Kourou, ELA-2 | succès        | Superbird A1 |
| V-56          | Ariane 42L H10    | 1  | 12 mai 1993       | Kourou, ELA-2 | succès        | Astra 1C / Arsene |
| V-57          | Ariane 42P H10+   | 3  | 25 juin 1993      | Kourou, ELA-2 | succès        | Galaxy 4 |
| V-58          | Ariane 44L H10+   | 2  | 22 juillet 1993   | Kourou, ELA-2 | succès        | Hispasat 1B / Insat 2B |
| V-59          | Ariane 40 H10     | 3  | 26 septembre 1993 | Kourou, ELA-2 | succès        | SPOT 3 / Stella / Healthsat 2 / Kitsat 2 / Eyesat / Itamsat / Posat 1 |
| V-60          | Ariane 44LP H10   | 7  | 22 octobre 1993   | Kourou, ELA-2 | succès        | Intelsat 701 |
| V-61          | Ariane 44LP H10+  | 2  | 20 novembre 1993  | Kourou, ELA-2 | succès        | Solidaridad 2 / METEOSAT 6 |
| V-62          | Ariane 44L H10+   | 3  | 18 décembre 1993  | Kourou, ELA-2 | succès        | DirecTV 1 (DBS 1) / Thaicom 1 |
| V-63          | Ariane 44LP H10+  | 3  | 24 janvier 1994   | Kourou, ELA-2 | échec         | Eutelsat-2 F5 / Türksat 1A |
| V-64          | Ariane 44LP H10+  | 4  | 17 juin 1994      | Kourou, ELA-2 | succès        | Intelsat 702 / STRV 1A / STRV 1B |
| V-65          | Ariane 44L H10+   | 4  | 8 juillet 1994    | Kourou, ELA-2 | succès        | PAS 2 / BS 3n |
| V-66          | Ariane 44LP H10+  | 5  | 10 août 1994      | Kourou, ELA-2 | succès        | Brasilsat B1 / Türksat 1B |
| V-67          | Ariane 42L H10+   | 1  | 9 septembre 1994  | Kourou, ELA-2 | succès        | Telstar 402 |
| V-68          | Ariane 44L H10+   | 5  | 8 octobre 1994    | Kourou, ELA-2 | succès        | Solidaridad 2 / Thaicom 2 |
| V-69          | Ariane 42P H10+   | 4  | 1er novembre 1994 | Kourou, ELA-2 | succès        | Astra 1D |
| V-70          | Ariane 42P H10-3  | 1  | 1er décembre 1994 | Kourou, ELA-2 | échec         | PAS 3 |
| V-71          | Ariane 44LP H10+  | 6  | 29 mars 1995      | Kourou, ELA-2 | succès        | Brasilsat B2 / Hot Bird 1 |
| V-72          | Ariane 40 H10+    | 1  | 21 avril 1995     | Kourou, ELA-2 | succès        | ERS 2 |
| V-73          | Ariane 44LP H10-3 | 1  | 17 mai 1995       | Kourou, ELA-2 | succès        | Intelsat 706 |
| V-74          | Ariane 42P H10-3  | 2  | 10 juin 1995      | Kourou, ELA-2 | succès        | DirecTV 3 (DBS 3) |
| V-75          | Ariane 40 H10-3   | 1  | 7 juillet 1995    | Kourou, ELA-2 | succès        | Helios 1A / Cerise / UPM-LBSat |
| V-76          | Ariane 42L H10-3  | 1  | 3 août 1995       | Kourou, ELA-2 | succès        | PAS 4 |
| V-77          | Ariane 44P H10-3  | 1  | 29 août 1995      | Kourou, ELA-2 | succès        | N-Star a |
| V-78          | Ariane 42L H10-3  | 2  | 24 septembre 1995 | Kourou, ELA-2 | succès        | Telstar 402R |
| V-79          | Ariane 42L H10-3  | 3  | 19 octobre 1995   | Kourou, ELA-2 | succès        | Astra 1E |
| V-80          | Ariane 44P H10-3  | 2  | 17 novembre 1995  | Kourou, ELA-2 | succès        | ISO |
| V-81          | Ariane 44L H10-3  | 1  | 6 décembre 1995   | Kourou, ELA-2 | succès        | Télécom 2C / Insat 2C |
| V-82          | Ariane 44L H10-3  | 2  | 13 janvier 1996   | Kourou, ELA-2 | succès        | PAS 3R / MEASAT 1 |
| V-83          | Ariane 44P H10-3  | 3  | 5 février 1996    | Kourou, ELA-2 | succès        | N-Star b |
| V-84          | Ariane 44LP H10-3 | 2  | 14 mars 1996      | Kourou, ELA-2 | succès        | Intelsat 707 |
| V-85          | Ariane 42P H10-3  | 3  | 20 avril 1996     | Kourou, ELA-2 | succès        | M-Sat 1 (AMSC 2) |
| V-86          | Ariane 44L H10-3  | 3  | 16 mai 1996       | Kourou, ELA-2 | succès        | Palapa C2 / Amos 1 |
| V-88 (501)    | Ariane 5G         | 1  | 4 juin 1996       | Kourou, ELA-3 | échec         | Cluster FM1 / Cluster FM2 / Cluster FM3 / Cluster FM4 |
| V-87          | Ariane 44P H10-3  | 4  | 15 juin 1996      | Kourou, ELA-2 | succès        | Intelsat 709 |
| V-89          | Ariane 44L H10-3  | 4  | 9 juillet 1996    | Kourou, ELA-2 | succès        | Arabsat 2A / Türksat 1C |
| V-90          | Ariane 44L H10-3  | 5  | 8 août 1996       | Kourou, ELA-2 | succès        | Télécom 2D / Italsat 2 |
| V-91          | Ariane 42P H10-3  | 4  | 10 septembre 1996 | Kourou, ELA-2 | succès        | Echostar 2 |
| V-92          | Ariane 44L H10-3  | 6  | 13 novembre 1996  | Kourou, ELA-2 | succès        | Arabsat 2B / MEASAT 2 |
| V-93          | Ariane 44L H10-3  | 7  | 30 janvier 1997   | Kourou, ELA-2 | succès        | GE 2 / Nahuel 1A |
| V-94          | Ariane 44P H10-3  | 5  | 1er mars 1997     | Kourou, ELA-2 | succès        | Intelsat 801 |
| V-95          | Ariane 44LP H10-3 | 3  | 17 avril 1997     | Kourou, ELA-2 | succès        | Thaicom 3 / Bsat 1a |
| V-97          | Ariane 44L H10-3  | 8  | 4 juin 1997       | Kourou, ELA-2 | succès        | Inmarsat-3 F4 / Insat 2D |
| V-96          | Ariane 44P H10-3  | 6  | 26 juin 1997      | Kourou, ELA-2 | succès        | Intelsat 802 |
| V-98          | Ariane 44P H10-3  | 7  | 8 août 1997       | Kourou, ELA-2 | succès        | PAS 6 |
| V-99          | Ariane 44LP H10-3 | 4  | 2 septembre 1997  | Kourou, ELA-2 | succès        | Hot Bird 3 / METEOSAT 7 |
| V-100         | Ariane 42L H10-3  | 4  | 23 septembre 1997 | Kourou, ELA-2 | succès        | Intelsa t803 |
| V-101 (502)   | Ariane 5G         | 2  | 30 octobre 1997   | Kourou, ELA-3 | échec partiel | MaqSat H / TEAMSAT / MaqSat B / YES |
| V-102         | Ariane 44L H10-3  | 9  | 12 novembre 1997  | Kourou, ELA-2 | succès        | Sirius 2 (GE 1E) / Cakrawarta 1 (Indostar 1) |
| V-103         | Ariane 44P H10-3  | 8  | 2 décembre 1997   | Kourou, ELA-2 | succès        | JCSat 5 / Equator-S |
| V-104         | Ariane 42L H10-3  | 5  | 22 décembre 1997  | Kourou, ELA-2 | succès        | Intelsat 804 |
| V-105         | Ariane 44LP H10-3 | 5  | 4 février 1998    | Kourou, ELA-2 | succès        | Inmarsat-3 F5 / Brasilsat B3 |
| V-106         | Ariane 42P H10-3  | 5  | 27 février 1998   | Kourou, ELA-2 | succès        | Hot Bird 4 |
| V-107         | Ariane 40 H10-3   | 2  | 24 mars 1998      | Kourou, ELA-2 | succès        | SPOT 4 |
| V-108         | Ariane 44P H10-3  | 9  | 28 avril 1998     | Kourou, ELA-2 | succès        | Nilesat 101 / Bsat 1b |
| V-109         | Ariane 44P H10-3  | 10 | 25 août 1998      | Kourou, ELA-2 | succès        | ST 1 |
| V-110         | Ariane 44LP H10-3 | 6  | 16 septembre 1998 | Kourou, ELA-2 | succès        | PAS 7 |
| V-111         | Ariane 44L H10-3  | 10 | 5 octobre 1998    | Kourou, ELA-2 | succès        | Eutelsat W2 / Sirius 3 |
| V-112 (503)   | Ariane 5G         | 3  | 21 octobre 1998   | Kourou, ELA-3 | succès        | MaqSat 3 / ARD * |
| V-113         | Ariane 44L H10-3  | 11 | 28 octobre 1998   | Kourou, ELA-2 | succès        | Afristar / GE 5 |
| V-114         | Ariane 42L H10-3  | 6  | 6 décembre 1998   | Kourou, ELA-2 | succès        | Satmex 5 |
| V-115         | Ariane 42L H10-3  | 7  | 22 décembre 1998  | Kourou, ELA-2 | succès        | PAS 6B |
| V-116         | Ariane 44L H10-3  | 12 | 26 février 1999   | Kourou, ELA-2 | succès        | Arabsat 3A / Skyne t4E |
| V-117         | Ariane 42P H10-3  | 6  | 3 avril 1999      | Kourou, ELA-2 | succès        | Insat 2E (Intelsat-APR 2) |
| V-118         | Ariane 42P H10-3  | 7  | 12 août 1999      | Kourou, ELA-2 | succès        | Telkom 1 |
| V-120         | Ariane 42P H10-3  | 8  | 4 septembre 1999  | Kourou, ELA-2 | succès        | Koreasat 3 |
| V-121         | Ariane 44LP H10-3 | 7  | 25 septembre 1999 | Kourou, ELA-2 | succès        | Telstar 7 |
| V-122         | Ariane 44LP H10-3 | 8  | 19 octobre 1999   | Kourou, ELA-2 | succès        | Orion 2 |
| V-123         | Ariane 44LP H10-3 | 9  | 13 novembre 1999  | Kourou, ELA-2 | succès        | GE 4 |
| V-124         | Ariane 40 H10-3   | 3  | 3 décembre 1999   | Kourou, ELA-2 | succès        | Helios 1B / Clementine |
| V-119 (504)   | Ariane 5G         | 4  | 10 décembre 1999  | Kourou, ELA-3 | succès        | XMM-Newton |
| V-125         | Ariane 44L H10-3  | 13 | 22 décembre 1999  | Kourou, ELA-2 | succès        | Galaxy 11 |
| V-126         | Ariane 42L H10-3  | 8  | 25 janvier 2000   | Kourou, ELA-2 | succès        | Galaxy 10R |
| V-127         | Ariane 44LP H10-3 | 10 | 18 février 2000   | Kourou, ELA-2 | succès        | Super Bird 4 |
| V-128 (505)   | Ariane 5G         | 5  | 21 mars 2000      | Kourou, ELA-3 | succès        | Insat 3B / AsiaStar |
| V-129         | Ariane 42L H10-3  | 9  | 19 avril 2000     | Kourou, ELA-2 | succès        | Galaxy 4R |
| V-131         | Ariane 44LP H10-3 | 11 | 17 août 2000      | Kourou, ELA-2 | succès        | Brasilsat B4 / Nilesat 102 |
| V-132         | Ariane 44P H10-3  | 11 | 6 septembre 2000  | Kourou, ELA-2 | succès        | Eutelsat W1 |
| V-130 (506)   | Ariane 5G         | 6  | 14 septembre 2000 | Kourou, ELA-3 | succès        | Astra 2B / GE 7 |
| V-133         | Ariane 42L H10-3  | 10 | 6 octobre 2000    | Kourou, ELA-2 | succès        | Nsat 110 (JCSat 110 Super Bird 5) |
| V-134         | Ariane 44LP H10-3 | 12 | 29 octobre 2000   | Kourou, ELA-2 | succès        | Europe*Star 1 |
| V-135 (507)   | Ariane 5G         | 7  | 16 novembre 2000  | Kourou, ELA-3 | succès        | PAS 1R / Amsat P3D (Oscar 40) / STRV 1C / STRV 1D |
| V-136         | Ariane 44L H10-3  | 14 | 21 novembre 2000  | Kourou, ELA-2 | succès        | Anik F1 |
| V-138 (508)   | Ariane 5G         | 8  | 19 décembre 2000  | Kourou, ELA-3 | succès        | Astra 2D / GE 8 (Aurora 3) / LDREX |
| V-137         | Ariane 44P H10-3  | 12 | 10 janvier 2001   | Kourou, ELA-2 | succès        | Eurasiasat 1 (Türksat 2A) |
| V-139         | Ariane 44L H10-3  | 15 | 7 février 2001    | Kourou, ELA-2 | succès        | SICRAL 1 / Skynet 4F |
| V-140 (509)   | Ariane 5G         | 9  | 8 mars 2001       | Kourou, ELA-3 | succès        | Eurobird 1 / BSat 2a |
| V-141         | Ariane 44L H10-3  | 16 | 9 juin 2001       | Kourou, ELA-2 | succès        | Intelsat 901 |
| V-142 (510)   | Ariane 5G         | 10 | 12 juillet 2001   | Kourou, ELA-3 | échec partiel | Artemis / BSat 2b |
| V-143         | Ariane 44L H10-3  | 17 | 30 août 2001      | Kourou, ELA-2 | succès        | Intelsat 902 |
| V-144         | Ariane 44P H10-3  | 13 | 25 septembre 2001 | Kourou, ELA-2 | succès        | Atlantic Bird 2 |
| V-146         | Ariane 44LP H10-3 | 13 | 27 novembre 2001  | Kourou, ELA-2 | succès        | DirecTV 4S |
| V-147         | Ariane 42L H10-3  | 11 | 23 janvier 2002   | Kourou, ELA-2 | succès        | Insat 3C |
| V-148         | Ariane 44L H10-3  | 18 | 23 février 2002   | Kourou, ELA-2 | succès        | Intelsat 904 |
| V-145 (511)   | Ariane 5G         | 11 | 1er mars 2002     | Kourou, ELA-3 | succès        | Envisat 1 |
| V-149         | Ariane 44L H10-3  | 19 | 29 mars 2002      | Kourou, ELA-2 | succès        | JCSat 8 / Astra 3A |
| V-150         | Ariane 44L H10-3  | 20 | 16 avril 2002     | Kourou, ELA-2 | succès        | NSS 7 |
| V-151         | Ariane 42P H10-3  | 9  | 4 mai 2002        | Kourou, ELA-2 | succès        | SPOT 5 / Idefix |
| V-152         | Ariane 44L H10-3  | 21 | 5 juin 2002       | Kourou, ELA-2 | succès        | Intelsat 905 |
| V-153 (512)   | Ariane 5G         | 12 | 5 juillet 2002    | Kourou, ELA-3 | succès        | Stellat 5 / N-Star c |
| V-155 (513)   | Ariane 5G         | 13 | 28 août 2002      | Kourou, ELA-3 | succès        | Atlantic Bird 1 / MSG 1 / MFD |
| V-154         | Ariane 44L H10-3  | 22 | 6 septembre 2002  | Kourou, ELA-2 | succès        | Intelsat 906 |
| V-157 (517)   | Ariane 5ECA       | 1  | 11 décembre 2002  | Kourou, ELA-3 | échec         | Hot Bird 7 / Stentor / MFD A / MFD B |
| V-156         | Ariane 44L H10-3  | 23 | 17 décembre 2002  | Kourou, ELA-2 | succès        | NSS 6 |
| V-159         | Ariane 44L H10-3  | 24 | 15 février 2003   | Kourou, ELA-2 | succès        | Intelsat 907 |
| V-160 (514)   | Ariane 5G         | 14 | 9 avril 2003      | Kourou, ELA-3 | succès        | Insat 3A / Galaxy 12 |
| V-161 (515)   | Ariane 5G         | 15 | 11 juin 2003      | Kourou, ELA-3 | succès        | Optus C1 / BSat 2c |
| V-162 (516)   | Ariane 5G         | 16 | 27 septembre 2003 | Kourou, ELA-3 | succès        | Insat 3E / eBird 1 / SMART 1 |
| V-158 (518)   | Ariane 5G+        | 1  | 2 mars 2004       | Kourou, ELA-3 | succès        | Rosetta / Philae |
| V-163 (519)   | Ariane 5G+        | 2  | 18 juillet 2004   | Kourou, ELA-3 | succès        | Anik F2 |
| V-165 (520)   | Ariane 5G+        | 3  | 18 décembre 2004  | Kourou, ELA-3 | succès        | Helios 2A / Essaim 1 / Essaim 2 / Essaim 3 / Essaim 4 / PARASOL / Nanosat 01 |
| V-164 (521)   | Ariane 5ECA       | 2  | 12 février 2005   | Kourou, ELA-3 | succès        | XTAR-EUR / MaqSat B2 / Sloshsat-FLEVO |
| V-166 (523)   | Ariane 5GS        | 1  | 11 août 2005      | Kourou, ELA-3 | succès        | iPStar 1 |
| V-168 (524)   | Ariane 5GS        | 2  | 13 octobre 2005   | Kourou, ELA-3 | succès        | Syracuse 3A / Galaxy 15 |
| V-167 (522)   | Ariane 5ECA       | 3  | 16 novembre 2005  | Kourou, ELA-3 | succès        | Spaceway 2 / Telkom 2 |
| V-169 (525)   | Ariane 5GS        | 3  | 21 décembre 2005  | Kourou, ELA-3 | succès        | Insat 4A / MSG 2 |
| V-170 (527)   | Ariane 5ECA       | 4  | 11 mars 2006      | Kourou, ELA-3 | succès        | Spainsat 1 / Hot Bird 7A |
| V-171 (529)   | Ariane 5ECA       | 5  | 27 mai 2006       | Kourou, ELA-3 | succès        | Satmex 6 / Thaicom 5 |
| V-172 (531)   | Ariane 5ECA       | 6  | 11 août 2006      | Kourou, ELA-3 | succès        | JCSat 10 / Syracuse 3B |
| V-173 (533)   | Ariane 5ECA       | 7  | 13 octobre 2006   | Kourou, ELA-3 | succès        | DirecTV 9S / Optus D1 / LDREX 2 |
| V-174 (534)   | Ariane 5ECA       | 8  | 8 décembre 2006   | Kourou, ELA-3 | succès        | WildBlue 1 / AMC 18 |
| V-175 (535)   | Ariane 5ECA       | 9  | 11 mars 2007      | Kourou, ELA-3 | succès        | Skynet 5A / Insat 4B |
| V-176 (536)   | Ariane 5ECA       | 10 | 5 mai 2007        | Kourou, ELA-3 | succès        | Astra 1L / Galaxy 17 |
| V-177 (537)   | Ariane 5ECA       | 11 | 14 août 2007      | Kourou, ELA-3 | succès        | Spaceway 3 / BSat 3a |
| V-178 (526)   | Ariane 5GS        | 4  | 5 octobre 2007    | Kourou, ELA-3 | succès        | Intelsat 11 / Optus D2 |
| V-179 (538)   | Ariane 5ECA       | 12 | 14 novembre 2007  | Kourou, ELA-3 | succès        | Skynet 5B / Star One C1 |
| V-180 (530)   | Ariane 5GS        | 5  | 21 décembre 2007  | Kourou, ELA-3 | succès        | RASCOM-QAF 1 / Horizons 2 |
| V-181 (528)   | Ariane 5ES        | 1  | 9 mars 2008       | Kourou, ELA-3 | succès        | ATV 1 Jules Verne |
| V-182 (539)   | Ariane 5ECA       | 13 | 18 avril 2008     | Kourou, ELA-3 | succès        | Star One C2 / VINASAT-1 |
| V-183 (540)   | Ariane 5ECA       | 14 | 12 juin 2008      | Kourou, ELA-3 | succès        | Skynet 5C / Türksat 3A |
| V-184 (541)   | Ariane 5ECA       | 15 | 7 juillet 2008    | Kourou, ELA-3 | succès        | ProtoStar 1 / Badr 6 (Arabsat 4AR) |
| V-185 (542)   | Ariane 5ECA       | 16 | 14 août 2008      | Kourou, ELA-3 | succès        | Superbird 7 / AMC 21 |
| V-186 (543)   | Ariane 5ECA       | 17 | 20 décembre 2008  | Kourou, ELA-3 | succès        | Hot Bird 9 / Eutelsat W2M |
| V-187 (545)   | Ariane 5ECA       | 18 | 12 février 2009   | Kourou, ELA-3 | succès        | Hot Bird 10 / NSS 9 / SPIRALE A / SPIRALE B |
| V-188 (546)   | Ariane 5ECA       | 19 | 14 mai 2009       | Kourou, ELA-3 | succès        | Herschel / Planck |
| V-189 (547)   | Ariane 5ECA       | 20 | 1er juillet 2009  | Kourou, ELA-3 | succès        | TerreStar-1 |
| V-190 (548)   | Ariane 5ECA       | 21 | 21 août 2009      | Kourou, ELA-3 | succès        | JCSat 12 / Optus D3 |
| V-191 (549)   | Ariane 5ECA       | 22 | 1er octobre 2009  | Kourou, ELA-3 | succès        | Amazonas 2 / COMSATBw 1 |
| V-192 (550)   | Ariane 5ECA       | 23 | 29 octobre 2009   | Kourou, ELA-3 | succès        | NSS 12 / Thor 6 |
| V-193 (532)   | Ariane 5GS        | 6  | 18 décembre 2009  | Kourou, ELA-3 | succès        | Helios 2B |
| V-194 (551)   | Ariane 5ECA       | 24 | 21 mai 2010       | Kourou, ELA-3 | succès        | Arabsat 5A / COMSATBw 2 |
| V-195 (552)   | Ariane 5ECA       | 25 | 26 juin 2010      | Kourou, ELA-3 | succès        | Astra 3B / COMS 1 |
| V-196 (554)   | Ariane 5ECA       | 26 | 4 août 2010       | Kourou, ELA-3 | succès        | Nilesat 201 / RASCOM-QAF 1R |
| V-197 (555)   | Ariane 5ECA       | 27 | 28 octobre 2010   | Kourou, ELA-3 | succès        | Eutelsat W3B / BSat 3b |
| V-198 (556)   | Ariane 5ECA       | 28 | 26 novembre 2010  | Kourou, ELA-3 | succès        | Intelsat 17 / HYLAS 1 |
| V-199 (557)   | Ariane 5ECA       | 29 | 29 décembre 2010  | Kourou, ELA-3 | succès        | Hispasat 1E / Koreasat 6 |
| V-200 (544)   | Ariane 5ES        | 2  | 16 février 2011   | Kourou, ELA-3 | succès        | ATV 2 Johannes Kepler |
| VA-201 (558)  | Ariane 5ECA       | 30 | 22 avril 2011     | Kourou, ELA-3 | succès        | YahSat 1A / New Dawn |
| VA-202 (559)  | Ariane 5ECA       | 31 | 20 mai 2011       | Kourou, ELA-3 | succès        | ST 2 / GSat 8 |
| VA-203 (560)  | Ariane 5ECA       | 32 | 6 août 2011       | Kourou, ELA-3 | succès        | Astra 1N / BSat 3c / JCSAT 110R |
| VA-204 (561)  | Ariane 5ECA       | 33 | 21 septembre 2011 | Kourou, ELA-3 | succès        | Arabsat 5C / SES 2 |
| VA-205 (553)  | Ariane 5ES        | 3  | 23 mars 2012      | Kourou, ELA-3 | succès        | ATV 3 Edoardo Amaldi |
| VA-206 (562)  | Ariane 5ECA       | 34 | 15 mai 2012       | Kourou, ELA-3 | succès        | JCSat-13 / VINASAT-2 |
| VA-207 (563)  | Ariane 5ECA       | 35 | 5 juillet 2012    | Kourou, ELA-3 | succès        | MSG-3 / EchoStar XVII |
| VA-208 (564)  | Ariane 5ECA       | 36 | 2 août 2012       | Kourou, ELA-3 | succès        | INTELSAT 20 / HYLAS 2 (en) |
| VA-209 (565)  | Ariane 5ECA       | 37 | 28 septembre 2012 | Kourou, ELA-3 | succès        | ASTRA 2F (en) / GSAT 10 |
| VA-210 (566)  | Ariane 5ECA       | 38 | 10 novembre 2012  | Kourou, ELA-3 | succès        | Star One C3 / Eutelsat 21B, ex W6A |
| VA-211 (567)  | Ariane 5ECA       | 39 | 19 décembre 2012  | Kourou, ELA-3 | succès        | Skynet 5D / Mexsat 3 |
| VA-212 (568)  | Ariane 5ECA       | 40 | 7 février 2013    | Kourou, ELA-3 | succès        | Azerspace 1 / Amazonas 3 |
| VA-213 (592)  | Ariane 5ES        | 4  | 5 juin 2013       | Kourou, ELA-3 | succès        | ATV 4 Albert Einstein |
| VA-214 (569)  | Ariane 5ECA       | 41 | 25 juillet 2013   | Kourou, ELA-3 | succès        | INSAT-3D / Alphasat XL |
| VA-215 (570)  | Ariane 5ECA       | 42 | 29 août 2013      | Kourou, ELA-3 | succès        | Eutelsat 25B / GSAT-7 |
| VA-217 (572)  | Ariane 5ECA       | 43 | 6 février 2014    | Kourou, ELA-3 | succès        | ABS 2 / Athéna-Fidus |
| VA-216 (571)  | Ariane 5ECA       | 44 | 22 mars 2014      | Kourou, ELA-3 | succès        | Astra 5B & Amazonas 4A |
| VA-219 (593)  | Ariane 5ES        | 5  | 29 juillet 2014   | Kourou, ELA-3 | succès        | ATV 5 Georges Lemaître |
| VA-218 (573)  | Ariane 5ECA       | 45 | 11 septembre 2014 | Kourou, ELA-3 | succès        | Optus 10 / MEASAT 3b |
| VA-220 (574)  | Ariane 5ECA       | 46 | 16 octobre 2014   | Kourou, ELA-3 | succès        | Intelsat 30 / ARSAT-1 |
| VA-221 (575)  | Ariane 5ECA       | 47 | 6 décembre 2014   | Kourou, ELA-3 | succès        | DIV14 / GSAT16 |
| VA-222 (577)  | Ariane 5ECA       | 48 | 26 avril 2015     | Kourou, ELA-3 | succès        | THOR 7 / SICRAL 2 |
| VA-223 (576)  | Ariane 5ECA       | 49 | 27 mai 2015       | Kourou, ELA-3 | succès        | DirecTV-15 / Sky Mexico 1 |
| VA-224 (578)  | Ariane 5ECA       | 50 | 15 juillet 2015   | Kourou, ELA-3 | succès        | Star One C4 / MSG-4(Meteosat-11) |
| VA-225 (579)  | Ariane 5ECA       | 51 | 20 août 2015      | Kourou, ELA-3 | succès        | Eutelsat 8 West B / Intelsat-34 |
| VA-226 (580)  | Ariane 5ECA       | 52 | 30 septembre 2015 | Kourou, ELA-3 | succès        | Sky Muster / ARSAT-2 |
| VA-227 (581), | Ariane 5ECA       | 53 | 10 novembre 2015  | Kourou, ELA-3 | succès        | ARABSAT-6B / GSAT-15 |
| VA-228 (583)  | Ariane 5ECA       | 54 | 27 janvier 2016   | Kourou, ELA-3 | succès        | INTELSAT 29e |
| VA-229 (582)  | Ariane 5ECA       | 55 | 9 mars 2016       | Kourou, ELA-3 | succès        | EUTELSAT 65 West |
| VA-230 (584)  | Ariane 5ECA       | 56 | 18 juin 2016      | Kourou, ELA-3 | succès        | Echostar 18 / BRIsat |
| VA-232        | Ariane 5ECA       | 57 | 24 août 2016      | Kourou, ELA-3 | succès        | Intelsat-33e / Intelsat-36 |
| VA-231        | Ariane 5ECA       | 58 | 5 octobre 2016    | Kourou, ELA-3 | succès        | Sky Muster II / GSAT-18 |
| VA-233        | Ariane 5ES        | 6  | 17 novembre 2016  | Kourou, ELA-3 | succès        | Galileo FOC FM07-10-11-12 |
| VA-234        | Ariane 5ECA       | 59 | 21 décembre 2016  | Kourou, ELA-3 | succès        | Star One D1 & JSStar 15 |
| VA-235        | Ariane 5ECA       | 60 | 14 février 2017   | Kourou, ELA-3 | succès        | SKY Brasil-1, Telkom 3S |
| VA-236        | Ariane 5ECA       | 61 | 4 mai 2017        | Kourou, ELA-3 | succès        | SGDC, KOREASAT-7 |
| VA-237        | Ariane 5ECA       | 62 | 1er juin 2017     | Kourou, ELA-3 | succès        | ViaSat-2, Eutelsat 172B |
| VA-238        | Ariane 5ECA       | 63 | 28 juin 2017      | Kourou, ELA-3 | succès        | Hellas Sat 3-Inmarsat S EAN, GSAT-17 |
| VA-239        | Ariane 5ECA       | 64 | 29 septembre 2017 | Kourou, ELA-3 | succès        | INTELSAT 37e, BSAT-4a |
| VA-240        | Ariane 5ES        | 7  | 12 décembre 2017  | Kourou, ELA-3 | succès        | Galileo, FOC-M7 satellites 19, 20, 21 et 22 |
| VA-241        | Ariane 5ECA       | 65 | 25 janvier 2018   | Kourou, ELA-3 | échec partiel | SES 14/GOLD, Al Yah 3 |
| VA-242        | Ariane 5ECA       | 66 | 5 avril 2018      | Kourou, ELA-3 | succès        | Superbird 8, DSN 1, HYLAS 4 |
| VA-244        | Ariane 5ES        | 8  | 25 juillet 2018   | Kourou, ELA-3 | succès        | Galileo, FOC-M8 satellites 23, 24, 25 et 26 |
| VA-243        | Ariane 5ECA       | 67 | 25 septembre 2018 | Kourou, ELA-3 | succès        | Horizons 3e, Azerspace-2/Intelsat 38 |
| VA-245        | Ariane 5ECA       | 68 | 20 octobre 2018   | Kourou, ELA-3 | succès        | BepiColombo |
| VA-246        | Ariane 5ECA       | 69 | 4 décembre 2018   | Kourou, ELA-3 | succès        | GSAT-11, GEO-KOMPSAT-2A |
| VA-247        | Ariane 5ECA       | 70 | 5 février 2019    | Kourou, ELA-3 | succès        | HellasSat 4/SaudiGeoSat 1, GSat 31 |
| VA-248        | Ariane 5ECA       | 71 | 20 juin 2019      | Kourou, ELA-3 | succès        | DirecTV 16, Eutelsat 7C |
| VA-249        | Ariane 5ECA       | 72 | 6 août 2019       | Kourou, ELA-3 | succès        | Intelsat 39, EDRS-C / HYLAS 3 |
| VA-250        | Ariane 5ECA       | 73 | 26 novembre 2019  | Kourou, ELA-3 | succès        | Inmarsat 5 F5, TIBA-1 |
| VA-251        | Ariane 5ECA       | 74 | 16 janvier 2020   | Kourou, ELA-3 | succès        | Eutelsat Konnect, GSat 30 |
| VA-252        | Ariane 5ECA       | 75 | 18 février 2020   | Kourou, ELA-3 | succès        | SKY Perfect JSAT Corporation JCSAT-17, KARI GEO-KOMPSAT-2B |
| VA-253        | Ariane 5ECA       | 76 | 15 août 2020      | Kourou, ELA-3 | succès        | Galaxy 30/MEV 2, BSAT-4b |
| VA-254        | Ariane 5ECA       | 77 | 30 juillet 2021   | Kourou, ELA-3 | succès        | Star One D2 ( Star One) Eutelsat Quantum ( Eutelsat) |
| VA-255        | Ariane 5ECA       | 78 | 23 octobre 2021   | Kourou, ELA-3 | succès        | SES 17 Syracuse 4A |
| VA-256        | Ariane 5ECA       | 79 | 25 décembre 2021  | Kourou, ELA-3 | succès        | Télescope Spatial James Webb |
| VA-257        | Ariane 5ECA       | 80 | 22 juin 2022      | Kourou, ELA-3 | succès        | MEASAT-3d, GSAT-24 |
| VA-258        | Ariane 5ECA       |    | 7 septembre 2022  | Kourou, ELA-3 | succès        | Eutelsat Konnect VHTS |
| VA-259        | Ariane 5ECA       |    | 13 décembre 2022  | Kourou, ELA-3 | succès        | MTG-I1, Intelsat G35, Intelsat G36 |
| VA-260        | Ariane 5ECA       |    | 14 avril 2023     | Kourou, ELA-3 | succès        | JUICE |
| VA-261        | Ariane 5ECA       |    | 5 juillet 2023    | Kourou, ELA-3 | succès        | Syracuse 4B, Heinrich-Hertz |
| VA-262        | Ariane 62         | 1  | 9 juillet 2024    | Kourou, ELA-4 | succès        | CubeSat Robusta-3A, Capsule Nyx Bikini, Capsule SpaceCase SC-X01, OOV-Cube, ISTSat-1, 3Cat-4, GRBBeta, CURIE, Replicator, Currium One, Déployeur ExoPod Nova, Déployeur RAMI, Expérience LiFi, Expérience SIDLOC, Expérience PariSat, Expérience Peregrinus, Expérience YPSat |

### Lancements à venir
Après son premier lancement en juillet 2024, un vol Ariane 6 est prévu en fin d'année (décembre 2024).